# Mount Fridovich
Mount Fridovich ist ein 440 m hoher Berg im westantarktischen Marie-Byrd-Land. Er ragt an der Nordflanke des Mündungsgebietes des Leverett-Gletschers in das Ross-Schelfeis auf und markiert die Westgrenze der Harold Byrd Mountains.
Das Advisory Committee on Antarctic Names benannte ihn 1967 nach Leutnant Bernard Fridovich von der United States Navy, Meteorologe auf der McMurdo-Station im antarktischen Winter 1957.